# Dragon Quest VI
Dragon Quest VI: Realms of Revelation is een computerspel ontwikkeld door Heartbeat en uitgegeven door Enix voor de Super Famicom (Japanse SNES). Het rollenspel (RPG) is uitgekomen op 9 december 1995.

## Platforms
| Jaar | Platform      | Opmerking                   |
| ---- | ------------- | --------------------------- |
| 1995 | Super Famicom | Alleen uitgebracht in Japan |
| 2010 | Nintendo DS   | Remake                      |
| 2015 | Android, iOS  |                             |